# حسين الأنصاري
حسين بن محسن الأنصاري؛ علامة وقاضي من كبار علماء القرن الثالث عشر من المخلاف السليماني وقائد الحركة العلمية في الهند.

## سيرته
هو العلامة حسين بن محسن السبعي الخزرجي الأنصاري مولده في جمادى الأولى عام ١٢٢٥هـ وصار إلى بلده المراوعة فأخذ عن السيد الحسن بن عبد الباري الأهدل فلازمه ثماني سنوات وأخذ عنه في النحو والفقه والتفسير والحديث واستجاز منه وأخذ عن أخيه محمد بن محسن السبعي صحيح البخاري وفي الفقه والفرائض والحديث واستجاز منه وأخذ بمكة المكرمة في سنوات عديدة عن العلامة محمد بن ناصر الحازمي الأمهات الست ومسند الدارمي وشمائل الترمذي وأخذ بزبيد عن مفتيها السيد سليمان بن محمد بن عبد الرحمن الأهدل واستجاز منه واجتمع بالحديدة بالقاضي العلامة محمد بن علي الشوكاني واستجاز منه اجازة عامة وترجمه صاحب نشر الثناء الحسن» فقال : كان عالما فاضلا تولى القضاء ببندر اللحية مدة ثم رحل إلى البلاد الهندية وصاحب ملك بهوبال العلامة المجتهد محمد بن صديق بن حسن البخاري فعظمت منزلته عنده وكان الواسطة بينه وبين أهل اليمن من العلماء الأعلام بالمكاتبة وإرسال الكتب التي ألفها محمد بن صديق إليهم كتفسير فتح البيان وأبجد العلوم وغيرهما وكان صاحب الترجمة يجلب له الكتب النفيسة من اليمن ويشتريها بأغلى ثمن ومازال يتردد من اليمن إلى الهند حتى توفي بالهند وله مؤلف باسم التحفة المرجنية في حل بعض المشكلات الحديثة، وهي من علوم الحديث . انتهى ما قرره العلامة محمد محمد زيارة في كتابه أئمة اليمن والمترجم له من أسرة السباعية التي تسكن في قرى ومدن منطقة جازان كالعالية والجعافرة وصبياء والحسيني والسلامة وقد أورد محقق كتاب اللجام المكين والزمام المتين الدكتور عبد الله أبو داهش أن مؤلف الكتاب محمد بن أحمد بن عبد القادر الحفظي والذي عاش في الفترة من ١١٧٦ هـ إلى ١٢٣٧هـ كان ممن هاجر إلى تهامة قرية الرجيع وطلب العلم فيها وأنه قال قصيدة أثناء اغترابه لطلب العلم في قرية الرجيع يتشوق فيها إلى أهله. ومرابع وطنه ولم أقف على تاريخ وفاة المترجم له حيث توفي بالهند ولم يسجل تاريخ وفاته.